# 2011-es norvégiai terrortámadások
A 2011-es norvégiai terrortámadásokra 2011. július 22-én került sor. Oslóban autóba rejtett pokolgép robbant, amit lövöldözés követett Utøya szigetén.
Az autóba rejtett bomba a Regjeringskvartaletben, Oslo kormányzati negyedében robbant 15:25:19-kor, Jens Stoltenberg miniszterelnök irodája és más kormányzati épületek közelében. A robbanásban nyolc ember meghalt és számosan megsérültek, közülük több mint tízen életveszélyesen.
A második támadásra kevesebb mint két órával később került sor a Munkáspárt ifjúsági szervezete, az  Arbeidernes ungdomsfylking (AUF) nyári táborában, a buskerud megyei Tyrifjorden tóban található Utøya szigetén. Egy rendőrnek öltözött fegyveres tüzet nyitott a táborozókra, megölve 69 résztvevőt, köztük Jens Stoltenberg több személyes barátját és Mette-Marit norvég trónörökösné mostohatestvérét. A norvég rendőrség  az utøyai tömeggyilkosságért őrizetbe vette Anders Behring Breivik 32 éves norvég szélsőjobboldali nacionalistát, majd mindkét támadással meggyanúsították. Az Európai Unió, a NATO és több ország támogatásáról biztosította Norvégiát és elítélte a támadásokat.

## A támadások előkészítése
Breivik évek óta részt vett internetes fórumokon zajló vitákban, és állást foglalt az iszlám és a bevándorlás ellen.
A gyanúsított május elején hat tonna ammónium-nitrátot vásárolt Lengyelországból. Az oslói robbantást ammónium-nitrát és gázolaj keverékéből előállított robbanószerrel követte el.

## Oslói robbantás

Az autóba rejtett bomba elhelyezkedése a fő kormányzati épület (H épület) bejáratánál. Az R épületben található a Kőolaj- és Energiaügyi, valamint a Kereskedelmi és Ipari Minisztérium. S épület: Egészségügyi Minisztérium

2011. július 22-én gépjárműbe rejtett bomba robbant fel a Regjeringskvartaletben, Oslo belvárosában, a norvég miniszterelnök irodája és több más kormányzati épület közelében.

## Utøyai lövöldözés
Két órával az oslói robbantás után a merénylő rendőregyenruhában megjelent Utøya szigetén, a Munkáspárt ifjúsági szervezete, az  Arbeidernes ungdomsfylking (AUF) nyári táborában. Amikor megérkezett a szigetre, rendőrként mutatkozott be, aki azért jött, hogy rutinellenőrzést végezzen az oslói robbantás nyomán. Összehívta a táborozókat, majd kézifegyverrel lőni kezdett rájuk. A támadó két fegyvert használt.
A rendőrségnek 50 percbe telt, míg a szigetre ért, mivel nem volt készenlétben helikopter. 20 percig tartott, hogy elérjék a tópartot, és további 20 percbe telt, míg csónakot találtak az átkeléshez. A rendőrök megérkezésekor a gyilkos megadta magát. A lövöldözés során Marcel Gleffe, egy német turista 20 gyereket mentett meg, két arra piknikező pedig 40 fiatalt menekített ki a csónakjában.

## A gyanúsított
Az Utøyán elfogott Anders Behring Breiviket terrorizmussal vádolták meg. A rendőrség közleménye szerint elismerte, hogy ő követte el a támadásokat, de büntetőjogi felelősségét nem ismerte el; ügyvédje szerint tettét „könyörtelennek, de szükségesnek” nevezte. Breivik kifogásolta azt a 2011. novemberi szakvéleményt, amelyben őt két pszichiáter őrültnek nyilvánította, és paranoid skizofréniát állapított meg nála, és 38 oldalas levéllel kívánta bizonyítani a sajtó számára épelméjűségét.

### Politikai nézetek
Breivik militáns szélsőjobboldali ideológiáját 1518 oldalas, 2083 – Európai függetlenségi nyilatkozat című írásában foglalta össze, amelyet a támadás napján hozott nyilvánosságra az angolosított Andrew Berwick név alatt. Ultranacionalista kiáltványa világossá teszi idegenellenes nézeteit, melyek egy sor politikai eszméből – kulturális konzervativizmus, szélsőjobboldali populizmus, iszlámellenesség, szélsőjobboldali cionizmus, szerb paramilitarizmus – merítenek. Az iszlámot és a „kulturális marxizmust” ellenségnek tekinti, és „Eurábia”, valamint a multikulturalizmus elpusztítása mellett érvel. Az európaiakat arra hívja fel, hogy újítsák fel a történelmi keresztes háborúkat az iszlám ellen.
Breivik írásaiban megemlíti az iszlámellenes English Defence League nevű szervezetet, amelynek a nézeteivel szimpatizált. Belépett továbbá egy, önmagát templomos keresztes lovagoknak és szabadkőműveseknek valló, kilenc főből álló közösségbe is.

### Lehetséges tettestársak
Breivik azt vallotta, hogy egyedül hajtotta végre a támadásokat, nem volt tettestársa. Július 24-én további hat embert őrizetbe vettek Oslóban a támadásokkal kapcsolatban, de később szabadon engedték őket, mivel nem gyanúsították őket tovább a támadásokban való részvétellel.

### Magyar kapcsolatok
A magyar Terrorelhárítási Központ vizsgálja a norvég terrorista esetleges magyar kapcsolatait. Anders Behring Breivik többször járt Magyarországon, kiáltványa szerint pedig legjobb barátja egy Norvégiába vándorolt magyar házaspár gyermeke. A kelet-európai szélsőjobboldali és nacionalista szervezetek számbavétele során három magyarországi szervezetet – MIÉP, Jobbik és Hatvannégy Vármegye Ifjúsági Mozgalom – sorol fel; utóbbinak több tucat más európai radikális szervezet mellett levelet is küldött közvetlenül a támadás előtt. Toroczkai László szerint bár van, amiben egyezik szervezetük és a merénylő ideológiája, a tömeggyilkos tettét elítélik.

## Áldozatok
A norvég hatóságok minden nap este 6 órakor tették közzé az addig azonosított áldozatok névsorát.
A norvég rendőrség július 28-án jelentette be, hogy leállították az áldozatok keresését, mert megtalálták az utolsó keresett holttestet is. A halálos áldozatok számát a rendőrség július 29-én 77-re emelte.

## Reakciók

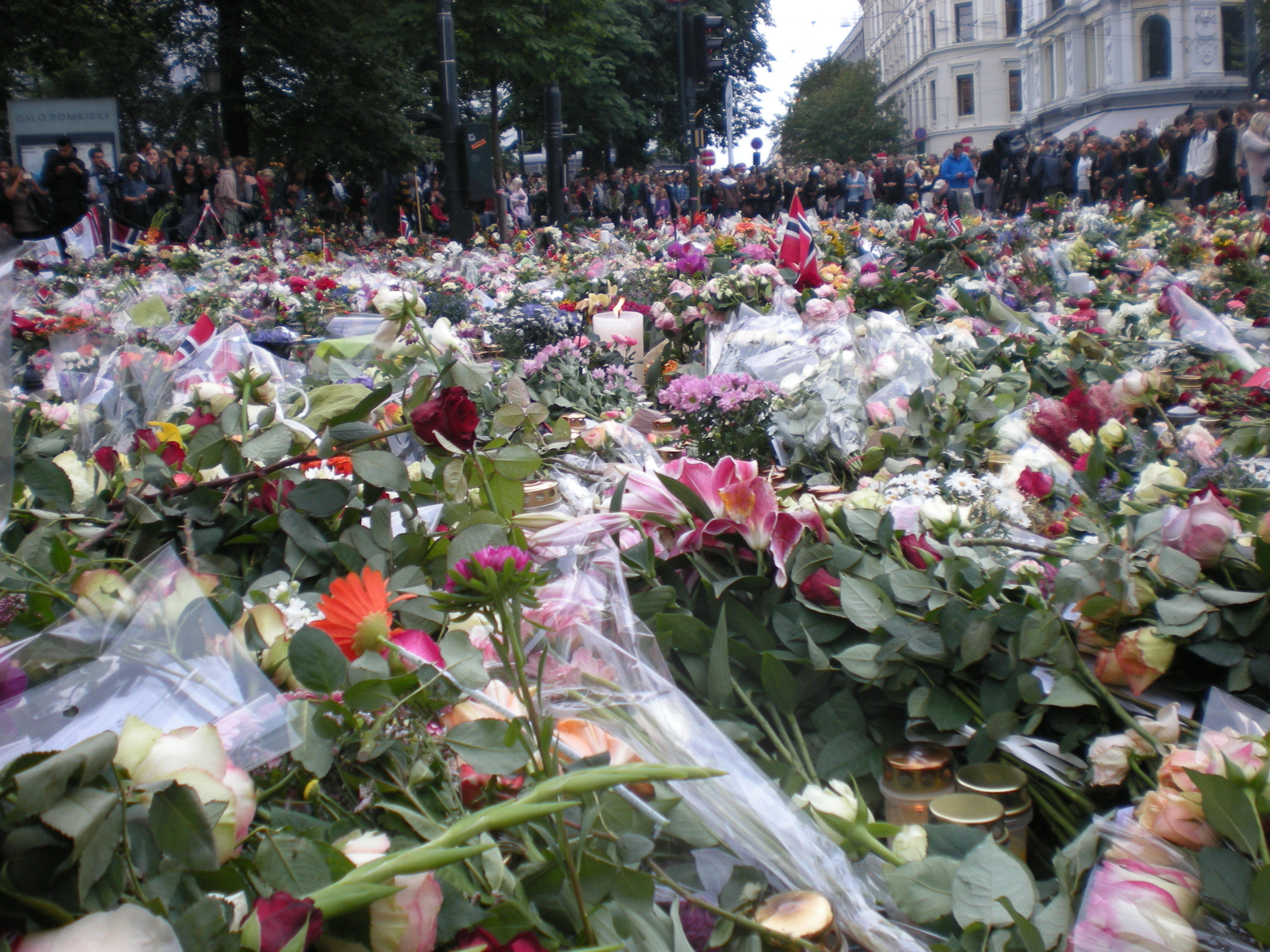
Gyászolók virágokat helyeznek el az Oslói székesegyháznál

Július 24-én gyászszertartást és megemlékezést tartottak Oslóban, ahol Jens Stoltenberg miniszterelnök is beszédet mondott.
Az Európai Unió, a NATO és számos ország kormánya elítélte a támadásokat, és együttérzéséről, szolidaritásáról biztosította Norvégiát. Magyarország nevében Orbán Viktor miniszterelnök nyilatkozatban részvétét nyilvánította az elhunytak hozzátartozóinak.

## Fordítás
- Ez a szócikk részben vagy egészben a 2011 Norway attacks című angol Wikipédia-szócikk ezen változatának fordításán alapul.  Az eredeti cikk szerkesztőit annak laptörténete sorolja fel. Ez a jelzés csupán a megfogalmazás eredetét és a szerzői jogokat jelzi, nem szolgál a cikkben szereplő információk forrásmegjelöléseként.